# Списак српских инжењера
Списак српских инжењера
- Ранислав Аврамовић (1874-1961)
- Богдан Алексић (1897-1947)
- Драгомир Андоновић (1879-1951), геодетски инжењер
- Јован Андрејевић (1880-1936)
- Милан Апостоловић (1884-1943)
- Светозар Аранђеловић, (1876-1940)
- Миливоје Арачић, (1891 - после 1942)
- Иван Арновљевић, (1869-1951)
- Милорад Арсенијевић (1906-1987)
- Васа Атанацковић
- Коста Атанацковић Станишић (1879-1908)
- Александар Ацовић (1888-1957)
- Владимир Бабовић (1867-1940)
- Исидор Барух (1910-1941)
- Боривоје Белопавловић (1900-1970)
- Никола Бешлић (1891-1955), хидротехнички инжењер
- Милан Ђурић (1879-1972), инжењер агрономије
- Боривоје Ђуричић (1883-1971), машински инжењер
- Стеван Ђуричић (1823-1888), инжењер рударства и топионичарства
- Винко Ђуровић (1894-1960), грађевински инжењер
- Михајло Ђуровић (1897-1979)
- Владимир Жакић (1884-1939), железнички инжењер
- Ђорђе Жакић (1879-1942)
- Милан Жакула (1877-1921), електромашински инжењер
- Стеван Живановић (1892—1979)
- Коста Живковић (1861-1906), грађевински инжењер
- Радмило Живковић (1901-1969), машински и ваздухопловни инжењер
- Жарко Завађил (1887-1951), машински инжењер
- Војислав Зађина (1888-1951), грађевински инжењер
- Стеван Зарић (1827-1892), грађевински инжењер
- Франц Франтишек Зелени (1830-1869)
- Светозар Зорић (1854-1931)
- Слободан Зрнић (1906-1990), ваздухопловни инжењер
- Светозар Зрнић (1884-1914), шумарски инжењер
- Јован Зубовић (1891-1981), шумарски инжењер